# Dauli

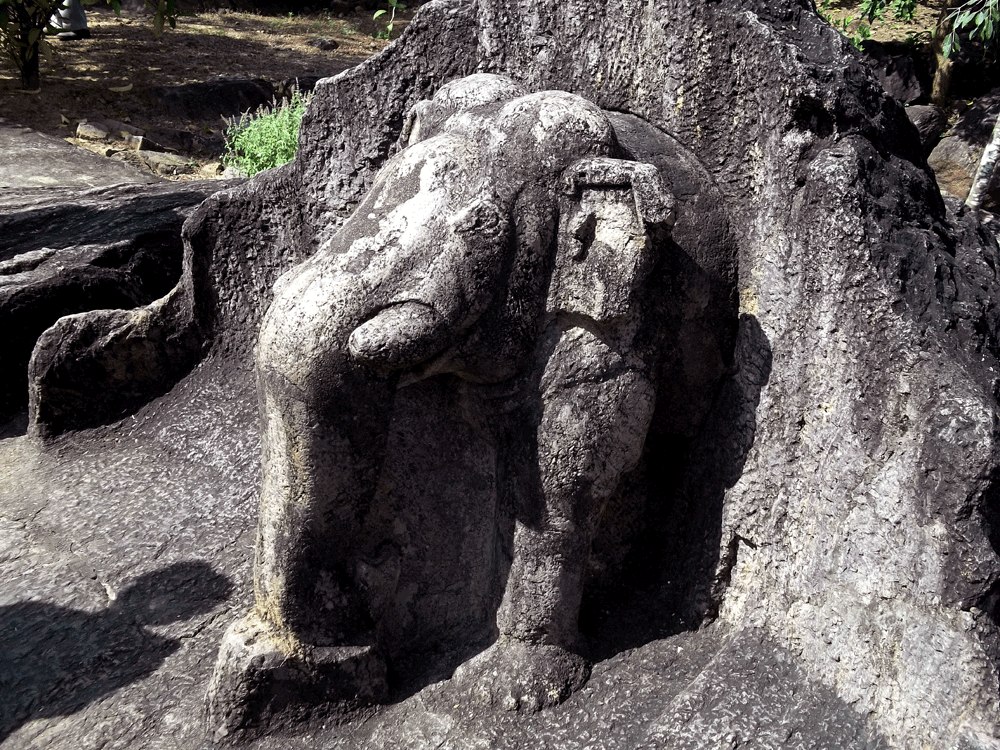
Elefante de Dauli

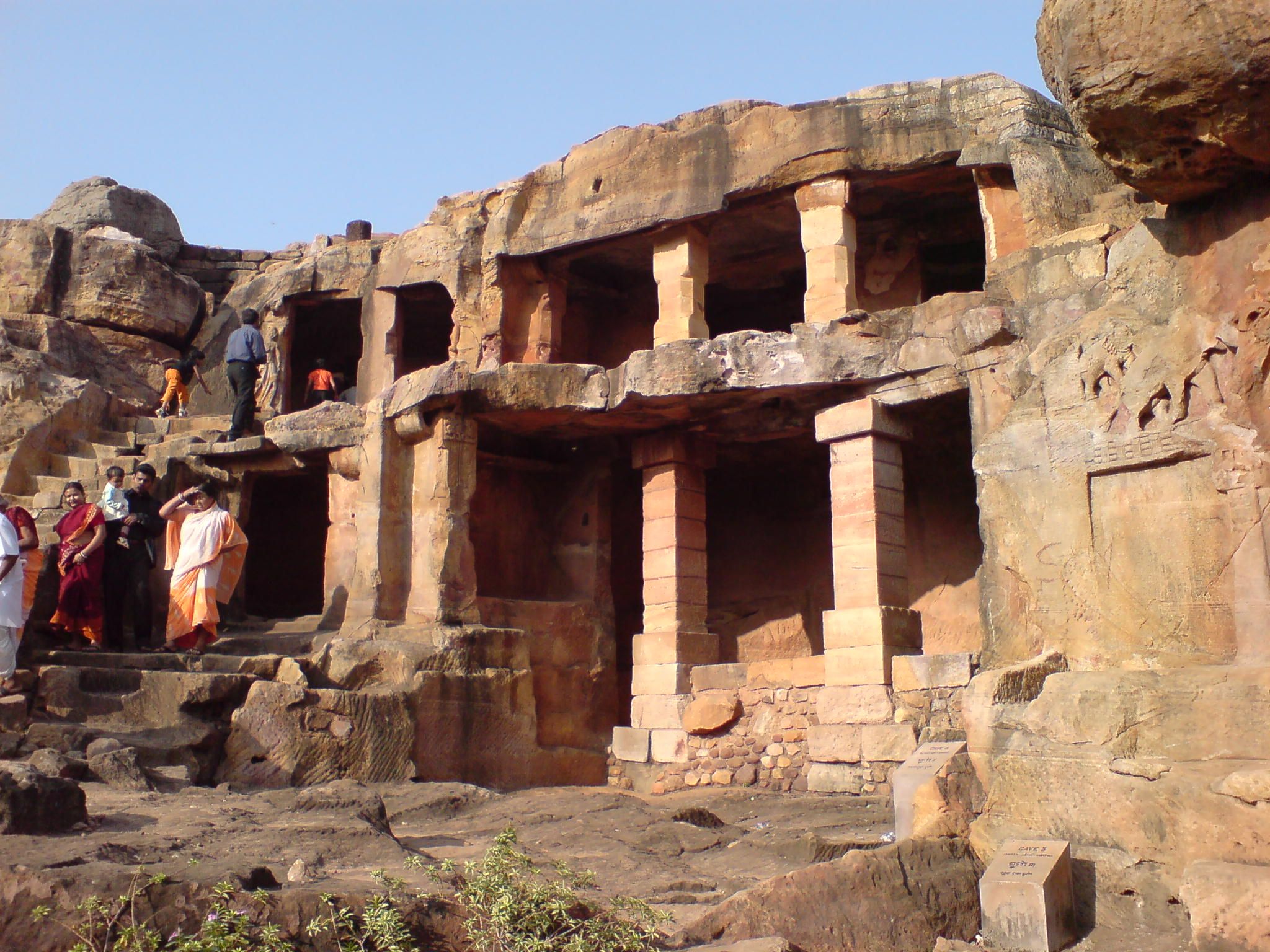
Cavernas de Dauli

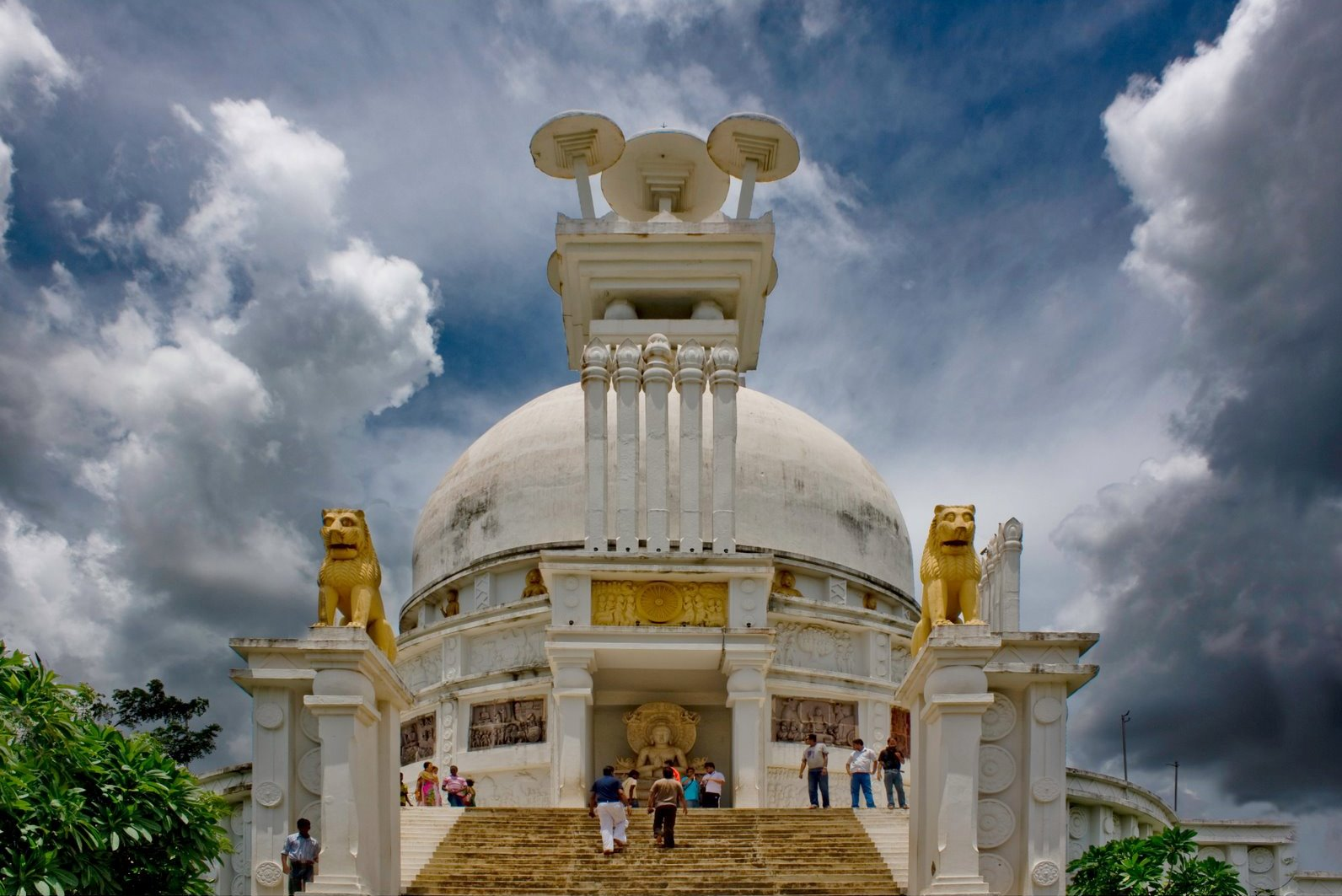
Estupa Shanti

Dauli ou Dhauli (em oriá: ଧଉଳିଗିରି), também conhecida como Suraba, Surabha, Dauligiri ou Dhauligiri, é uma colina situada nas margens do rio Daia, a 7 km a sul de Bhubaneswar em Orissa, na Índia. Consiste em três pequenas faixas rochosas paralelas umas as outras com depressões e proeminências. Os artefatos mais antigos encontrados em Dauli remontam ao século III a.C. e sugerem que um centro urbano prosperou no local. Alguns estudiosos, por conseguinte, associaram este sítio com a capital provincial máuria de Tosali, embora atualmente crê-se que essa identificação é improvável, sendo Sisupalgar, a 5 km de Bhubaneswar, um candidato melhor. Presume-se que a colina Duali é o local onde a Guerra de Calinga foi travada.
Na face norte do faixa sul encontra-se Asvatama, uma rocha cortada e polida de 4,5 metros de comprimento e 3 metros de altura, na qual estão grafados alguns dos famosos Éditos de Asoca, o Grande (r. 273–232 a.C.). Imediatamente acima das inscrições há um terraço no qual, à direita, situa-se uma escultura de 1,21 metros da parte dianteira de um elefante. A escultura é tão antiga quanto as inscrições e é reconhecida como a mais antiga figura escultórica de Orissa. Originalmente projetada com um emblema de Sidarta Gautama, esta escultura tornou-se um objeto popular de culto. Pensa-se, inclusive, que o nome da rocha dos éditos provém do elefante, uma vez que o termo significa "o famoso elefante do Maabárata".
De acordo com o arqueólogo J. D. Beglar há resquícios de duas estupas, uma no terraço plano da colina próximo ao elefante e outro no cume oposto, bem como tijolos tanto nas proximidades de ambas as estupas como no sopé das colinas. Segundo Lieutenant Markham Kittoe, que visitou o sítio em 1838, há em Dauli cinco cavernas enfileiradas, ao sul do elefante, que são conhecidas pelos nomes "Panch Pandava" ou "Pancha Gosain". No exterior delas há numerosos buracos pequenos que provavelmente foram usados como almofarizes para manufatura de drogas e produtos medicinais. Na temporada arqueológica de 1949, K. C. Panigrahi relatou ter encontrado nas trincheiras feitas pelas escavações uma parede grossa, feita de cascalho e argamassa de barro, cobras de terracota e vasilhas diversas.
Na extremidade oriental da colina mais proeminente de Dauli situa-se o Templo Davalesvar, que é datado pelos arqueólogos do Reino Baumakara (736-940); atualmente encontra-se restaurado. Além deste edifício, no sopé ocidental de Dauli estão o renovado Templo Bairangesvar Xiva e o dilapidado Santuário de Ganexa. A Arqueologia do Estado de Orissa empreendeu a reconstrução do principal santuário sobre as ruínas da estrutura mais antiga. O plano do templo, que originalmente era quadrado, ainda é visível e vários pilares arruinados estão situados nele. Ao lado do Templo Bairangesvar há um pequeno templo moderno que abriga uma imagem de Ganexa, provavelmente produzida durante o Reino Somavamsi (882-1110/929-1118).
No leste das colinas há um grande tanque chamado Causaliaganga, que se acredita ter originalmente medido um cos (4,02 km) de comprimento em cada lado. Além dele, há também a famosa Estupa Shanti, também chamada Pagoda da Paz, que foi construída pela Sangha (associação) bidista Japan com colaboração do governo de Orissa em 1971-1972. Em uma das caverna de Dauli há uma inscrição datada do reinado de Santicaradeva (ca. 829) na qual é registrado a construção de um mosteiro budista chamado Argiaka Varati por Bimata e seu filho Loiamaka de Jajapur.